# Attagenus trifasciatus
Attagenus trifasciatus là một loài bọ cánh cứng trong họ Dermestidae. Loài này được Fabricius miêu tả khoa học năm 1787.